# 孙立勇
孙立勇（1961年6月18日—）是一位中华人民共和国民主运动人士，现居住于澳大利亚，是一名建筑工人。

## 生平
孙立勇是恢复高考后北京市公安学校的第2届毕业生，毕业后进入北京市公安东城分局工作，八六学潮后因同情学生被调职到北京橡胶供销公司保卫科工作。
亲眼目睹六四事件后孙立勇受到很大震动，在1990年与友人筹集资金创办地下刊物《民主中国》（后为躲避侦查改为《钟声》）并担任主编，呼吁政府“平反六四、结束一党专政”等。1991年孙立勇因“反革命宣传煽动罪”被捕，被判处有期徒刑7年，剥夺政治权利3年，1998年4月刑满释放。
孙立勇被释放后，长期受到警方监视，2004年前往澳大利亚申请政治庇护，在当地从事建筑工人为生。2005年孙立勇在澳大利亚创办了“中国政治及宗教受难者后援会”。